# (23057) Angelawilson
(23057) Angelawilson est un astéroïde de la ceinture principale d'astéroïdes.

## Description
(23057) Angelawilson est un astéroïde de la ceinture principale d'astéroïdes. Il fut découvert le 7 décembre 1999 à Socorro (Nouveau-Mexique) par le projet LINEAR. Il présente une orbite caractérisée par un demi-grand axe de 2,58 UA, une excentricité de 0,18 et une inclinaison de 6,8° par rapport à l'écliptique.

## Compléments